# Andrew Belmont (Condottiere)
Andrew Belmont (in Italien bekannt als Andrea di Belmonte und Andrea Dubramonte; † um 1368) war ein englischer Condottiere.

## Leben
Andrew Belmont war der uneheliche Sohn des Grafen von Buchan Henry Beaumont und trug den Spitznamen Dubramonte wegen seiner sehr vornehm wirkenden Art.
Über seine genauer Herkunft und Werdegang ist wenig bekannt. Sicher ist, dass er in Frankreich im Hundertjährigen Krieg kämpfte und sich John Hawkwood bei Pont-Saint-Esprit anschloss. Mit dem 1360 geschlossenen Frieden von Brétigny endete der erste Abschnitt des Hundertjährigen Krieges und der englische König entband den Großteil seiner Truppen aus ihren militärischen Verpflichtungen. Nach dem Frieden schloss er sich der „Grande Compagnia“ an und zog mit ihnen zur Residenz von Papst Innozenz VI., nach Avignon.
Im November 1361 löste sich die Truppe auf. Ein Teil der Söldner bildete die Compagnia Bianca oder Englische Kompanie unter dem Kommando von Albert Sterz. Ihr gehörten zahlreiche Veteranen des Hundertjährigen Krieges an, darunter John Hawkwood, Robert Knowllys, William Bosone, William Quarton und Hugh Acton. Diese zogen auf Drängen des Papstes ins Piemont, um für den Markgrafen von Monferrat Giovanni Paleologo gegen die Visconti zu kämpfen.
An der Spitze der 16.000 Mann starken Compagnia Bianca trat er 1363 in den Dienst von Pisa, denen der Herr von Mailand, Bernabò Visconti, 100.000 Gulden geliehen hatte, um englische Söldner gegen die Florentiner anzuwerben. Obwohl Andrew Belmont an den Plünderungen und Verwüstungen des Heeres teilnahm, zeichnete er sich stets durch Freundlichkeit aus und nicht durch Brutalität, wie von anderen englischen Hauptmännern berichtet wird. Im November beginnt er eine Liebesbeziehung mit Monna Tancia aus Figline Valdarno, der Frau des angesehenen Pisaner Bürgers Guido della Foresta. Dieser empfing ihn höflich in seinem Schloss Benci und alla Foresta in der Nähe von Reggiolo. Belmont verhielt sich wie ein Gentleman und verhinderte die Zerstörung seiner Ländereien.
1364 diente er in der Kompanie von John Hawkwood, schloss sich dann Albert Sterz und Hanneken von Baumgarten an, die von den Pisanern zu den Florentinern übergelaufen waren, und gründete mit ihnen die Compagnia della Stella. In Florenz vereinbart er einen sechsmonatigen Krieg gegen Lucca und Pisa, nach dessen Ablauf er der Republik und den mit ihr Verbündeten Kommunen sechs Jahre lang Frieden versprach. Im August desselben Jahres wurde er von Hanneken von Baumgarten gezwungen, sich von Perugia zu entfernen, unter der Bedingung, dass er versprach, die Landschaft in Zukunft nicht mehr zu belästigen.
Er bot seine Dienste in San Miniato den Florentinern an; stattdessen ging er für 1200 Gulden zum Kirchenstaat und zur Königin von Neapel Johanna von Anjou, um Baumgarten und Sterz, die Sutri und Vetralla besetzt hatten, im Patrimonium entgegenzutreten. Im Oktober drang er mit John Bryce und Hugo Mortimer erneut in das Gebiet von Perugia ein, zog nach Passignano sul Trasimeno und führte ständige Angriffe auf Chiugi und Castel della Pieve. In Umbrien eroberte er Castelnuovo von den Michelotti. Als er von Baumgarten und Sterz zur Rede gestellt wurde, kam es zum Kampf und Belmont musste in eine Burg in der Nähe des Trasimenischen Sees fliehen. Er wurde zur Kapitulation gezwungen, nachdem er von Perugia ein Steuer gefordert und seine Forderungen auf 25 Scudi gesenkt hatte. Nach seiner Kapitulation verließ er das Gebiet von Perugia und erhielt von den Prioren der Stadt freies Geleit und Verpflegung für zehn Tage.
Zusammen mit anderen Condottieri unterzeichnete er im Januar 1365 einen Vertrag mit Gómez de Albornoz, um dem Königreich Neapel und dem Kirchenstaat zu dienen. Für die Summe von 160.000 Gulden verpflichtete er sich, das Gebiet gegen Baumgarten und Sterz zu verteidigen. Auf dem Weg ins Königreich Neapel geriet die Nachhut der Compagnia Bianca und der päpstlichen Truppen unter Gómez de Albornoz, Ugolino da Montemarte und Tommaso da Spoleto bei Roccasecca in einen verlustreichen Hinterhalt örtlicher Bauern.
Er zog mit Hugh Mortimer de la Zouche ins Pegliotal bei Orvieto, um seinen Lohn einzufordern, was zu Plünderungen und Brandschatzungen führte. Gómez de Albornoz beschloss daraufhin, sich mit Perugia an die Compagnia della Stella unter Hanneken von Baumgarten und Albert Sterz zu wenden. Die beiden Kommandanten der Compagnia Bianca versuchten zu fliehen, wurden aber in der Nähe von San Mariano entdeckt und angegriffen. Sie suchten Zuflucht in einer nahegelegenen Burg, aber der Wassermangel zwang die Engländer nach 2 Tagen Belagerung zur Kapitulation. Belmont wurde gefangen genommen und mit 1.600 Mann und mehreren Hauptleuten wie Hugo Mortimer, John Bryce und einem Ungarn nach Perugia gebracht. Zusammen mit Albert Sterz und Hanneken von Baumgarten wurde ihm von den Perugianern das Bürgerrecht und der Besitz eines Hauses angeboten. Seinerseits musste er versprechen, seine Heere fünf Jahre lang nicht nach Perugia zu führen, und als Sicherheit musste er mit Hugo Mortimer, John Bryce und dem ungarischen Hauptmann als Geiseln in der Stadt bleiben.
Im Jahr 1366 wurde er zusammen mit den anderen Condottieri nach einem Abkommen zwischen John Hawkwood und der Stadt Perugia freigelassen, durfte aber die Stadt nicht verlassen. 1367 wurde er beauftragt, im Namen Perugias Truppen zusammenzuziehen, während die drei anderen Hauptleute als Geiseln in Perugia bleiben mussten. In Bagno al Morbo schloss er sich der Compagnia di San Giorgio von Hawkwood und Ambrogio Visconti an, woraufhin die Peruginer die Überwachung der drei Condottieri verstärkten und ihre Lebensbedingungen erschwerten. Er plünderte die benachbarten Gebiete in der Nähe des Trasimenischen Sees, drang gegenüber den Florentinern in das Gebiet von Arezzo ein und besiegte die Sienesen bei Montalcinello. Mit einer größeren Truppe drang er erneut in die Gegend von Perugia vor und besiegte das Heer von Perugia bei Ponte San Giovanni in einer Schlacht, in der 1500–1800 Männer getötet wurde. Zu den gefangenen Gegnern gehörten Enrico Paher, der Podestà und der Kommissar Lamberto da Pietramala. Nach dem Sieg kehrt er nach Siena zurück, um den fehlenden Rest der zuvor gegen die Sienesen verhängten Steuer einzufordern. Im April verließ er die Kompanie Hawkwoods und zog in die Lombardei, wo er in den Dienst von Galeazzo und Bernabò Visconti trat.
Um ihre Schulden zu begleichen übertrugen ihm die Visconti eine Burg als Lehen. Im Jahr 1368 rebellierte er gegen die Visconti, wurde gefangen genommen und hingerichtet.
Nach anderen Quellen war er 1369 noch am Leben und kämpfte mit Hugo Mortimer erneut in Frankreich im neu aufgeflammten Hundertjährigen Krieg. Sein Sohn Thomas blieb in Italien; er gehörte zu John Hawkwoods Compagnia di San Giorgio und hatte den Rang eines Marschalls.